# Maria Niggemeyer
Maria Niggemeyer (Münster, 18 mai 1888 - Unna, 27 septembre 1968) est une femme politique allemande. 